# آدم ريتشاردز
آدم ريتشاردز (بالإنجليزية: Adam Richards)‏ (26 نوفمبر 1980 بسميرنا في الولايات المتحدة - ) هو سائق سباق وملاكم أمريكي ونيوزلندي.

## روابط خارجية
- آدم ريتشاردز على موقع بوكس ريك (الإنجليزية) (registration required)